# 醇盐

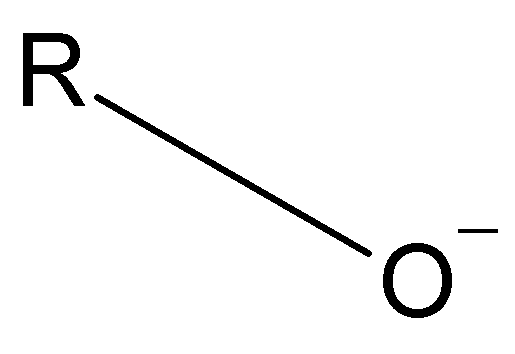
醇盐负离子的结构。

醇盐或称烷氧基化合物，是醇中的羟基氢被金属取代后形成的一类化合物，形式上含有醇盐（烷氧基）负离子RO–，其中R为有机取代基。醇盐具有很强的碱性，取代基R的体积不大时，还是很好的亲核试剂和配体。一般在质子溶剂（如水）中不稳定，是很多有机反应（如威廉姆逊合成法）的中间体结构，并且过渡金属的醇盐是常用的催化剂。
酚的酸性更强，生成的负离子盐称为酚盐，一般比醇盐要稳定，更易结晶和储存，但不如醇盐的亲核性强。
烯醇盐是由烯醇中的氢被取代而衍生出的一类化合物，一般可由酮或醛脱去α-氢质子得到。烯醇盐为两位反应阴离子，氧端和碳端都有亲核性，不同条件下两种反应产物的比例不同。

## 制备

### 金属还原
醇盐一般以醇作原料制取。活动性较强的金属与醇直接反应就会生成醇盐，放出氢气，其中醇作酸，提供氢离子。醇钠和醇钾一般以这种方法制取，如甲醇钠：
2CH3OH  + 2Na   →  2CH3ONa + H2
其他的醇及碱金属有时也可以发生这类反应。

### 亲电性氯化物
醇盐也可用金属氯化物作原料制得。四氯化钛与醇反应会生成相应的四烷氧基化合物，并放出氯化氢：
TiCl4  +  4 (CH3)2CHOH  →  Ti(OCH(CH3)2}4  +  4  HCl
加入碱，如叔胺会加快反应速率，并且其他金属和主族元素氯化物也可替代四氯化钛反应，如SiCl4、ZrCl4和PCl3。

### 复分解反应
金属氯化物与醇钠发生复分解反应也是制取醇盐的一种途径：
n NaOR  +  MCln  →  M(OR)n  +  n NaCl
反应生成晶格能较高的NaCl，推动了反应发生。分离纯化时，只需将产物溶于有机溶剂，氯化钠便会沉淀下来，而醇盐进入溶液。

### 电化学方法
电解质存在下，金属在无水醇中通过电化学方法，发生阳极溶解，也可生成醇盐。此方法适用于制取Co、Ga、Ge、Hf、Fe、Ni、Nb、Mo、La、Re、Sc、Si、Ti、Ta、W、Y、Zr等元素的醇盐，作为添加剂的电解质常选用氯化锂或卤化季铵盐。可用此法制取的金属醇盐包括：Ti(OC3H7-iso)4、Nb2(OCH3)10、Ta2(OCH3)10、[MoO(OCH3)4]2、Re2O3(OCH3)6、Re4O6(OCH3)12和Re4O6(OC3H7-iso)10。

## 性质

### 水解及酯交换
醇盐按下式水解 ：
2 LnMOR  +  H2O  →  [LnM]2O  +  2 ROH
其中R是有机基团，L是任意配体，一般为烷氧基负离子。
乙醇钛在水中不可逆水解的反应为：
1/n [Ti(OCH2CH3)4]n  +  2 H2O  →  TiO2  +  4 HOCH2CH3
控制反应的位阻性质时，反应可以生成含氧联的金属醇盐簇合物。其他醇也可替代反应物中的水，从而通过该反应可以实现醇盐之间的转化，称为“酯交换反应”（Transesterification），甲醇钠发生该反应即可制取生物柴油。反应平衡可由醇的酸度控制，酸性更强的酚在与醇盐反应时，往往生成醇和相应的酚盐。或者，通过选择性蒸发产物中挥发性更强的组分来分离此二者。用此法可将乙醇盐转化为丁醇盐，因为乙醇沸点78°C低于丁醇的沸点118°C。

### 氧联配体
很多金属醇盐会反应生成含氧联配体的配合物。多数通过水解，但有些醚消除反应也会得到此类配合物：
2 LnMOR  →  [LnM]2O  +  R2O
此外，含低价金属的醇盐往往对空气氧化敏感。

### 其他
过渡金属醇盐及氧化物往往呈现特征性的多核性质，并且通常有产生桥联现象的倾向。烷氧基化合物进行金属原子交换时，产物往往不固定，例如若以钼、钨取代Re4O6-y(OCH3)12+y中的铼，则有可能得到Re4-xMoxO6-y(OCH3)12+y（x=[0 - 2.82]）及Re4-xWxO6-y(OCH3)12+y（x=[0 - 2]）等。
很多金属烷氧基化合物在100-300°C就会分解，并且产物常常是纳米级的氧化物等材料粉末。这项技术有可能在航空航天、化工、电学等方面取得应用，并且相对传统的工艺而言，该法温度较低（低于500-900°C），而且生成的氧化物、金属粉末、复杂氧化物、固溶体和合金都是很有价值的材料。

## 常见的醇盐

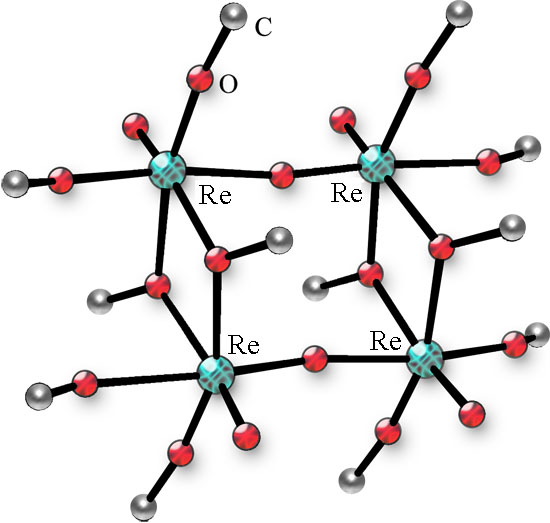
四核ReOOMe的结构，氢原子被省略。

- 异丙醇钛—用作有机合成中的催化剂，及制取TiO2的前体。
- 异丙醇铝—用作有机合成中的试剂。
- 硅酸乙酯—制取SiO2的前体。
- 叔丁醇钾—用作消除反应中的碱。
- ReOOMe—Re4O6(OCH3)12，四核的铼衍生物。

## 拓展阅读
- Henkel G, Krebs B. Metallothioneins: Zinc, Cadmium, Mercury, and Copper Thiolates and Selenolates Mimicking Protein Active Site Features — Structural Aspects and Biological Implications（锌、镉、汞和铜的硫醇盐及硒醇盐的介绍）. Chemical Reviews, 2004, 104(2):801-24. DOI: 10.1021/cr020620d